# 8455 Johnrayner
8455 Johnrayner eller 1981 ER6 är en asteroid i huvudbältet som upptäcktes den 6 mars 1981 av den amerikanska astronomen Schelte J. Bus vid Siding Spring-observatoriet. Den är uppkallad efter astronomen John T. Rayner.
Asteroiden har en diameter på ungefär 11 kilometer.